# فاصم تلامس

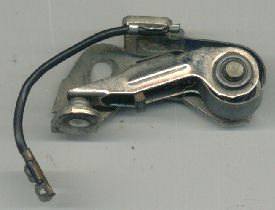
ذراع الفاصم ذات نقاط التلامس على اليسار. المحور على اليمين ومتابع الحَدَبَة في منتصف ذراع الفاصم.

فَاصِم التلامس (بالإنجليزية: Contact breaker)‏ هو نوع من المقاليد الكهربائية يوجد في أنظمة الإشعال لمحركات الاحتراق الداخلي الشرارية الإشعال. يُشغَّل هذا المقلاد ذاتيًا بحَدَبَة تُدار بواسطة المحرك. يُضبَط توقيت تشغيل المقلاد بحيث تُنتَج شرارة في الوقت المناسب لإشعال خليط الهواء المضغوط والوقود في أسطوانة المحرك. ويمكن توفير آلية لضبط التوقيت بشكل طفيف للسماح بتفاوت الحمل على المحرك.
نظرًا لأن هذه التلامسات تعمل تكرارًا، فهي عرضة للبِلَى، مما يتسبب في اشتعال غير منتظم للمحرك. تستخدم المحركات الحديثة وسائل إلكترونية لقَدْح الشرارة، مما يقضي على البِلَى الناتج عن التلامس ويسمح بالتحكم باستخدام الحاسوب في توقيت الإشعال.